# Тетры-фенакограммы
Тетры-фенакограммы (лат. Phenacogrammus) — род пресноводных лучепёрых рыб семейства африканских тетр. Длина тела от 3,2 (Phenacogrammus polli) до 10 см (Phenacogrammus aurantiacus). Эндемики Африки. Род содержит двенадцать видов.

## Виды
- Phenacogrammus altus (Boulenger, 1899)
- Phenacogrammus ansorgii (Boulenger, 1910)
- Phenacogrammus aurantiacus (Pellegrin, 1930)
- Phenacogrammus bleheri Géry, 1995
- Phenacogrammus deheyni Poll, 1945
- Phenacogrammus gabonensis (Poll, 1967)
- Радужная тетра[1] (Phenacogrammus interruptus) (Boulenger, 1899)
- Phenacogrammus major (Boulenger, 1903)
- Phenacogrammus polli J. G. Lambert, 1961
- Phenacogrammus stigmatura (Fowler, 1936)
- Phenacogrammus taeniatus Géry, 1996
- Phenacogrammus urotaenia (Boulenger, 1909)